# Клейдити
Клейдити (пол. Klejdyty, нім. Kleiditten) — село в Польщі, у гміні Ківіти Лідзбарського повіту Вармінсько-Мазурського воєводства.
Населення — 141 особа (2011).
У 1975-1998 роках село належало до Ольштинського воєводства.

## Демографія
Демографічна структура станом на 31 березня 2011 року:
|          | Загалом | Допрацездатний вік | Працездатний вік | Постпрацездатний вік |
| -------- | ------- | ------------------ | ---------------- | -------------------- |
| Чоловіки | 76      | 17                 | 56               | 3                    |
| Жінки    | 65      | 17                 | 39               | 9                    |
| Разом    | 141     | 34                 | 95               | 12                   |